# Gueugnon
Gueugnon je naselje in občina v srednjevzhodnem francoskem departmaju Saône-et-Loire regije Burgundije. Leta 2007 je naselje imelo 7.826 prebivalcev.

## Geografija
Kraj leži v pokrajini Charolais ob reki Arroux, 80 km severozahodno od središča Mâcon.

## Uprava
Gueugnon je sedež istoimenskega kantona, v katerega so poleg njegove vključene še občine La Chapelle-au-Mans, Chassy, Clessy, Curdin, Neuvy-Grandchamp, Rigny-sur-Arroux, Uxeau in Vendenesse-sur-Arroux z 12.399 prebivalci.
Kanton Gueugnon je sestavni del okrožja Charolles.

## Zanimivosti
- cerkev sv. Mavricija, zgrajena v drugi polovici 19. stoletja na mestu prvotne romanske cerkve iz 11. stoletja,
- dvorec Château du Breuil iz 17. stoletja .

## Pobratena mesta
- Otterberg (Porenje - Pfalška, Nemčija);